# Aprium
Un aprium est un fruit hybride développé à la fin des années 1980 par Floyd Zaiger. Les apriums sont un croisement complexe entre des prunes et des abricots, nécessitant plusieurs générations de croisements pour créer un nouveau fruit.

## Description

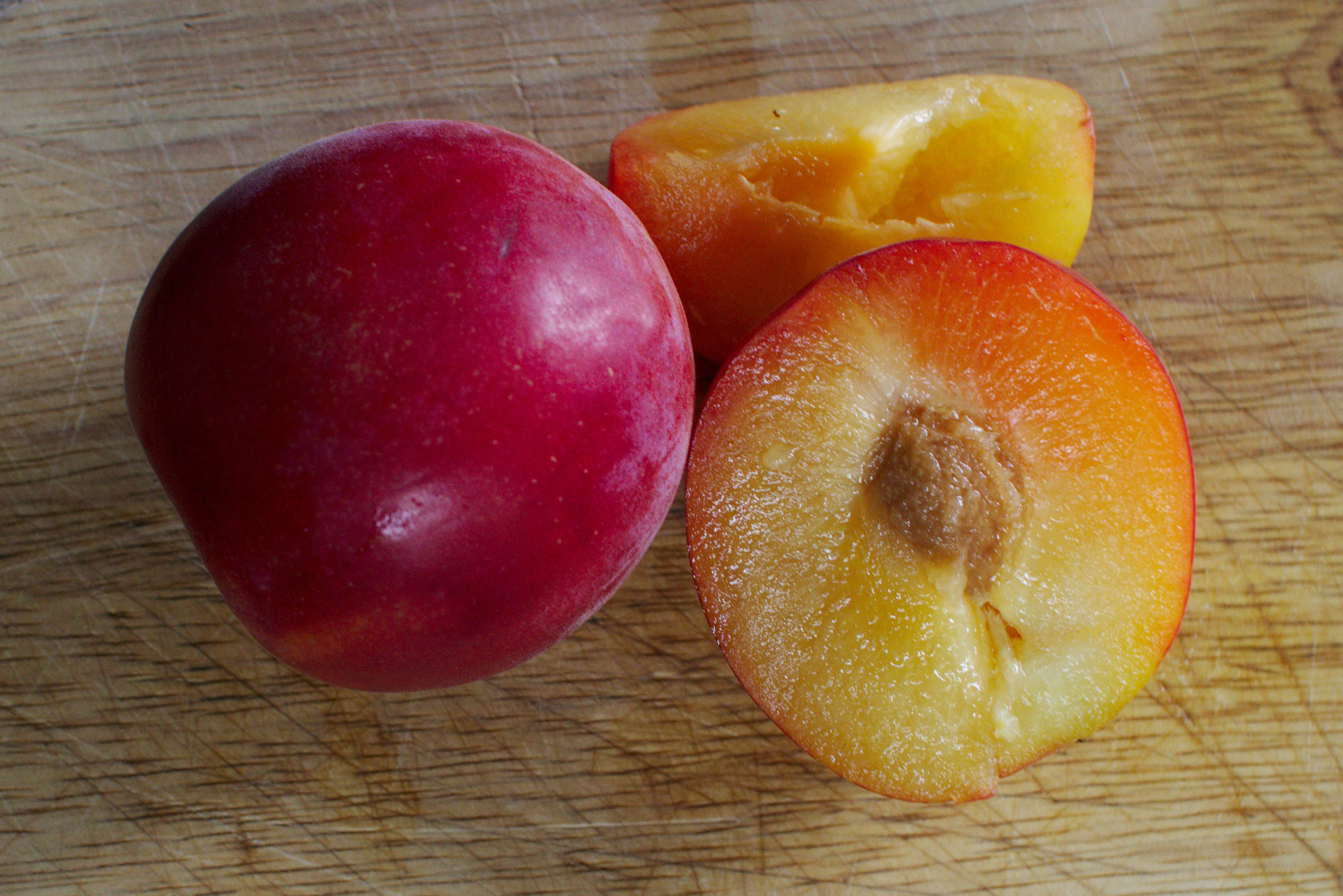
Apriums.

Composé génétiquement d'un quart de prune et de trois quarts d'abricot, l'aprium, comme le pluot, est dérivé d'un autre hybride, appelé plumcot.
L'extérieur des apriums ressemble à celui des abricots. La chair est généralement dense. Les apriums sont connus pour leur goût sucré, en partie en raison de leur haute teneur en fructose et d'autres sucres complexes. La saveur est un mélange d'arômes d'abricot et de prune. Les apriums sont habituellement disponibles uniquement aux États-Unis durant le mois de juin, à la différence du pluot qui peut être disponible jusqu'à l'automne.
Les arbres de plantations (dans le Comté de Santa Clara, San Jose, Californie) se développent rapidement et sont plus petits que d'autres abricotiers cultivés chez soi. Le fruit est plus petit (la moitié de la taille d'un abricot Katy), de couleur or avec une coloration rouge. Le fruit développe souvent des fissures dans la chair ; il est difficile à vendre dans les magasins.
Le fuit semi-mûr est dur et ne mûrit pas s'il est cueilli avant de d'être complètement mature. Le goût de l'aprium mûr est un intense goût d'abricot avec un soupçon de saveur d'orange. Le fruit est plus sec et moins juteux que la plupart des abricots.
Le fruit est moyennement résistant à la monilinia fructicola, quelques insectes sont attirés par l'arbre.
L'aprium est une marque déposée de Zaiger's Genetics.

## Variétés
Les variétés d'aprium sont:
- Cot-N-Candy: récolté du début à la mi-juin, la chair est très juteuse et sucrée, avec un arrière-goût du prune, la taille est de 2,0 à 2,5 pouces de rayon en moyenne. Il est auto-fécond.
- Flavor Delight: ressemble à un abricot, mais avec un caractère distinctif de la saveur et de la texture qui lui est propre, agréable, avec un petit arrière-goût. La récolte se fait au début de juin, les fruits sont plus gros s'ils sont pollinisés par un abricot.